# Vuelta a Burgos 2003
La Vuelta a Burgos 2003, venticinquesima edizione della corsa, si svolse dall'11 al 15 agosto 2003 su un percorso di 670 km ripartiti in 5 tappe, con partenza e arrivo a Burgos. Fu vinta dallo spagnolo Pablo Lastras della iBanesto.com davanti ai suoi connazionali Óscar Pereiro e Carlos García Quesada.

## Tappe
| Tappa  | Data      | Percorso                                              | km   | Vincitore di tappa    | Leader cl. generale   |
| ------ | --------- | ----------------------------------------------------- | ---- | --------------------- | --------------------- |
| 1ª     | 11 agosto | Burgos > Miranda de Ebro                              | 175  | Carlos García Quesada | Carlos García Quesada |
| 2ª     | 12 agosto | Briviesca > Altotero                                  | 169  | José Vicente Garcia   | Pablo Lastras         |
| 3ª     | 13 agosto | Huerta del Rey > Lagunas de Neila                     | 162  | Dave Bruylandts       | Pablo Lastras         |
| 4ª     | 14 agosto | Medina de Pomar > Medina de Pomar (cron. individuale) | 14,4 | David Millar          | Pablo Lastras         |
| 5ª     | 15 agosto | Arande de Duero > Burgos                              | 150  | Gorka González        | Pablo Lastras         |
| Totale | Totale    | Totale                                                | 670  |                       |                       |

## Dettagli delle tappe

### 1ª tappa
- 11 agosto: Burgos > Miranda de Ebro – 175 km

| Pos. | Corridore             | Squadra     | Tempo    |
| ---- | --------------------- | ----------- | -------- |
| 1    | Carlos García Quesada | Kelme       | 3h56'40" |
| 2    | Daniele Nardello      | Telekom     | a 4"     |
| 3    | Mikel Pradera         | ONCE-Eroski | s.t.     |

| Pos. | Corridore             | Squadra     | Tempo    |
| ---- | --------------------- | ----------- | -------- |
| 1    | Carlos García Quesada | Kelme       | 3h56'40" |
| 2    | Daniele Nardello      | Telekom     | a 4"     |
| 3    | Mikel Pradera         | ONCE-Eroski | s.t.     |

### 2ª tappa
- 12 agosto: Briviesca > Altotero – 169 km

| Pos. | Corridore           | Squadra      | Tempo    |
| ---- | ------------------- | ------------ | -------- |
| 1    | José Vicente Garcia | iBanesto.com | 3h58'14" |
| 2    | Dave Bruylandts     | Marlux       | a 15"    |
| 3    | Joaquim Rodríguez   | ONCE-Eroski  | a 26"    |

| Pos. | Corridore        | Squadra        | Tempo    |
| ---- | ---------------- | -------------- | -------- |
| 1    | Pablo Lastras    | iBanesto.com   | 7h57'09" |
| 2    | Óscar Pereiro    | Phonak         | s.t.     |
| 3    | Giampaolo Cheula | Vini Caldirola | a 12"    |

### 3ª tappa
- 13 agosto: Huerta del Rey > Lagunas de Neila – 162 km

| Pos. | Corridore         | Squadra     | Tempo    |
| ---- | ----------------- | ----------- | -------- |
| 1    | Dave Bruylandts   | Marlux      | 4h06'15" |
| 2    | Gorka González    | Euskaltel   | a 1'06"  |
| 3    | Joaquim Rodríguez | ONCE-Eroski | a 1'46"  |

| Pos. | Corridore             | Squadra      | Tempo     |
| ---- | --------------------- | ------------ | --------- |
| 1    | Pablo Lastras         | iBanesto.com | 12h08'20" |
| 2    | Óscar Pereiro         | Phonak       | a 22"     |
| 3    | Carlos García Quesada | Kelme        | a 54"     |

### 4ª tappa
- 14 agosto: Medina de Pomar > Medina de Pomar (cron. individuale) – 14,4 km

| Pos. | Corridore      | Squadra       | Tempo  |
| ---- | -------------- | ------------- | ------ |
| 1    | David Millar   | Cofidis       | 16'24" |
| 2    | Aitor González | Fassa Bortolo | a 12"  |
| 3    | Bert Grabsch   | Phonak        | a 19"  |

| Pos. | Corridore             | Squadra      | Tempo     |
| ---- | --------------------- | ------------ | --------- |
| 1    | Pablo Lastras         | iBanesto.com | 12h25'32" |
| 2    | Óscar Pereiro         | Phonak       | a 10"     |
| 3    | Carlos García Quesada | Kelme        | a 1'32"   |

### 5ª tappa
- 15 agosto: Arande de Duero > Burgos – 150 km

| Pos. | Corridore                 | Squadra     | Tempo    |
| ---- | ------------------------- | ----------- | -------- |
| 1    | Gorka González            | Euskaltel   | 3h08'58" |
| 2    | Juan Manuel Fuentes       | Saeco       | a 2"     |
| 3    | Igor González de Galdeano | ONCE-Eroski | s.t.     |

| Pos. | Corridore             | Squadra      | Tempo     |
| ---- | --------------------- | ------------ | --------- |
| 1    | Pablo Lastras         | iBanesto.com | 15h35'49" |
| 2    | Óscar Pereiro         | Phonak       | a 10"     |
| 3    | Carlos García Quesada | Kelme        | a 1'32"   |

## Classifiche finali

### Classifica generale
| Pos. | Corridore             | Squadra        | Tempo     |
| ---- | --------------------- | -------------- | --------- |
| 1    | Pablo Lastras         | iBanesto.com   | 15h35'49" |
| 2    | Óscar Pereiro         | Phonak         | a 10"     |
| 3    | Carlos García Quesada | Kelme          | a 1'32"   |
| 4    | Giampaolo Cheula      | Vini Caldirola | a 1'48"   |
| 5    | Iker Flores           | Euskaltel      | a 2'35"   |
| 6    | Daniel Atienza        | Cofidis        | a 2'36"   |
| 7    | Daniele Nardello      | Team Telekom   | a 2'55"   |
| 8    | Mikel Pradera         | ONCE-Eroski    | a 3'40"   |
| 9    | Domingo José Sánchez  | Paternina      | a 4'48"   |
| 10   | Nico Sijmens          | Vlaanderen     | a 7'03"   |